# Port Howard
Port Howard är en ort på Västra Falkland, Falklandsöarna. Den utgör den västra hamnen för färjeförbindelsen över Falklandssundet med New Haven på Östra Falkland .

## Historia
Här grundades en fårfarm av två bröder Waldron 1866. Här finns nu 20 permanenta invånare och en farm med över 40,000 får.  2008 öppnades den öst-västliga färjeförbindelsen och Port Howard utgör nu navet i Västra Falklands vägnät. Golfbanan anses som en av ögruppens bästa 
Under Falklandskriget förlade Argentina cirka 1000 soldater hit. Den argentinska garnisonen kapitulerade den 15 juli 1982, en dag efter den allmänna kapitulation i Stanley. Ett litet museum minner om denna tid.